# NGC 5633
NGC 5633 (również PGC 51620 lub UGC 9271) – galaktyka spiralna (Sb), znajdująca się w gwiazdozbiorze Wolarza. Odkrył ją William Herschel 11 maja 1787 roku.